# Księżniczka i żaba
Księżniczka i żaba (ang. The Princess and the Frog, 2009) – amerykański animowany film fantasy w reżyserii Rona Clementsa i Johna Muskera. Jest luźną adaptacją powieści E.D. Bakera pt The Frog Princess, który z kolei inspirowany był opowiadaniem braci Grimm Żabi król. Film jest 49. animacją wyprodukowaną przez Walt Disney Animation Studios i pierwszym filmem od 2004 roku zrealizowanym przez to studio w tradycyjnej technice 2D.
W filmie Disney Animation Studios po raz pierwszy główną bohaterką jest czarnoskóra księżniczka, przez co twórcy filmu zostali niejednokrotnie oskarżeni o rasizm.

## Fabuła
Nowy Orlean w latach 20. XX wieku. Książę Naveen z Maldonii zostaje przemieniony w żabę przez złego maga voodoo doktora Faciliera. Tiana, która spotyka na swojej drodze żabę Naveena, zgadza się pocałować go, aby zdjąć zły czar. Jednak gdy dziewczyna całuje Naveena, sama staje się żabą. Wspólnie wyruszają w drogę do Bayoo, gdzie mieszka dobra kapłanka voodoo, Mama Odie, która jako jedyna wie co może cofnąć zły czar.

## Obsada głosowa
- Anika Noni Rose − Tiana
  - Elizabeth M. Dampier − mała Tiana
- Bruno Campos − książę Naveen
- Keith David − dr Facilier / Człowiek-Cień
- Michael-Leon Wooley − Louis
- Jim Cummings − Ray
- Jennifer Cody − Charlotta „Lottie” La Bouff
  - Breanna Brooks − mała Charlotta
- Peter Bartlett − Lawrence
- John Goodman − Eli „Tatko” La Bouff
- Jenifer Lewis − Mama Odie
- Oprah Winfrey − Eudora
- Terrence Howard − James
- Corey Burton − Harvey Fenner
- Jerry Kernion − Henry Fenner
- Ritchie Montgomery − Reggie
- Don Hall − Darnell
- Paul Briggs − Dwa Palce
- Mick Wingert − Travis

## Wersja polska[4]
Opracowanie wersji polskiej: SDI Media Polska

Reżyseria: Wojciech Paszkowski

Dialogi polskie: Joanna Serafińska

Kierownictwo muzyczne: Agnieszka Tomicka

Teksty piosenek: Janusz Onufrowicz

Nagranie i montaż dźwięku: Filip Krzemień

Kierownictwo produkcji: Beata Jankowska i Marcin Kopiec

Mixing Studio: Shepperton International

Opieka artystyczna: Maciej Eyman i Michał Wojnarowski

W wersji polskiej udział wzięli:
- Karolina Trębacz − Tiana
  - Wiktoria Gąsiewska − mała Tiana
- Marcin Mroziński − książę Naveen
- Wojciech Paszkowski − dr Facilier / Człowiek-Cień
- Piotr Gąsowski − Louis
- Stefan Friedmann − Ray (dialogi)
- Robert Rozmus − Ray (śpiew)
- Dominika Kluźniak − Charlotta „Lottie” La Bouff
  - Małgorzata Steczkowska − mała Charlotta
- Krzysztof Dracz − Lawrence
- Paweł Sanakiewicz − Eli „Tatko” La Bouff
- Stanisława Celińska − Mama Odie
- Anna Dymna − Eudora
- Marcin Troński − James
- Stefan Knothe − Harvey Fenner
- Wojciech Machnicki − Henry Fenner
- Mieczysław Morański − Reggie
- Cezary Kwieciński − Darnell
- Jarosław Boberek − 
  - Dwa Palce,
  - Travis

W pozostałych rolach:
- Beata Jankowska-Tzimas
- Beata Łuczak
- Bożena Furczyk
- Agnieszka Judycka
- Brygida Turowska-Szymczak
- Adam Baumann
- Jan Bzdawka
- Zbigniew Konopka
- Antoni Kostrzewa
- Jacek Król
- Wojciech Socha
- Paweł Szczesny
- Krzysztof Zakrzewski

oraz chór w składzie: Katarzyna Dereń, Patrycja Gola, Irena Krajewska, Anna Sochacka, Aleksandra Szomańska, Mateusz Krautwurst, Adam Kryplik, Krzysztof Pietrzak, Jan Radwan, Jakub Szydłowski i Łukasz Talik
Wykonanie piosenek:
- O Nowym Orleanie – intro – Karolina Trębacz
- O Nowym Orleanie – Grzegorz Markowski
- Prawie udało się – Karolina Trębacz
- Przyjaciele z zaświatów – Wojciech Paszkowski
- Człowiekiem gdybym był – Karolina Trębacz, Marcin Mroziński i Piotr Gąsowski
- W drodze przez bajoro – Robert Rozmus
- Ewangelina – Robert Rozmus
- Poszukaj głębiej – Beata Bednarz, Stanisława Celińska i Karolina Trębacz
- O Nowym Orleanie – finał – Karolina Trębacz

## Nagrody
Oscary 2010
- nominacja: najlepszy długometrażowy film animowany − John Musker i Ron Clements[5]
- nominacja: najlepsza piosenka Down in New Orleans – Randy Newman[5]
- nominacja: najlepsza piosenka Almost There – Randy Newman[5]

Złote Globy 2009
- nominacja: najlepszy film animowany

Nagroda Satelita 2009
- nominacja: najlepszy film animowany lub produkcja wykorzystująca live action
- nominacja: najlepsza piosenka Almost There – Randy Newman
- nominacja: najlepsza piosenka Down in New Orleans – Randy Newman

Nagroda Annie 2009
- nominacja: najlepszy film animowany
- nominacja: najlepsze efekty animacji − James DeValera Mansfield
- nominacja: najlepsza scenografia − Ian Gooding
- nominacja: najlepszy głos − Jennifer Cody
- nominacja: najlepszy głos − Jenifer Lewis
- nominacja: najlepsza animacja postaci − Eric Goldberg, Bruce W. Smith, Andreas Deja

## Kontynuacje i remaki
W 2020 roku ogłoszono plany serialu animowanego produkcji Walt Disney Animation Studios Tiana w stylistyce musicalu, który miał się pojawić na platformie Disney+. Tiana stanowiła oficjalną kontynuację Księżniczki i żaby, zaś Anika Noni Rose miała powtórzyć rolę Tiany. Na początku reżyserką i scenarzystką projektu była Stella Meghie, natomiast później stery przejęła scenarzystka Joyce Sherri, zaś Meghie objęła stanowisko producentki wykonawczej. W 2025 roku Tiana została oficjalnie skasowana przez Walt Disney Animation Studios. Decyzja wytwórni była podyktowana odchodzeniem od tworzenia dłuższych odcinkowych animacji przeznaczonych na streaming.
W styczniu 2022 roku Jennifer Lee ujawniła, że Stella Meghie, podczas opracowywania Tiany, chciała stworzyć aktorski remake Księżniczki i żaby.